# Achaguas
Achaguas és una ciutat de l'estat Apure a Veneçuela. És la capital del municipi homònim a 80 km de San Fernando d'Apure, la capital de l'estat. Segons el cens de 2011, tenia 58.755 habitants.

## Toponímia
El nom Achaguas prové de la tribu local dels indígenes Achagua.

## Història
Achaguas va ser fundada en 1774 com a "Santa Bàrbara de la Isla de los Achaguas", per Fra Alonso de Castro, 
Des de 1835, la miraculosa figura del Nazareno de Achaguas és venerada pels catòlics de la ciutat. Aquesta figura va ser atorgada pel General José Antonio Páez a la població després de la victòria obtinguda sobre els espanyols realistes durant la lluita per independència de Veneçuela.